# Sergey Tereshchenkov
Sergey Semyonovich Tereshchenkov (27 de abril de 1938 — 11 de abril de 2006) foi um ciclista soviético.
Competiu pela União Soviética na prova e perseguição por equipes (4 000 m) dos Jogos Olímpicos de Verão de 1964, em Tóquio e terminou em quinto lugar.